# Climacoptera
Climacoptera es un género de fanerógamas con 42 especies pertenecientes a la familia Amaranthaceae.

## Taxonomía
El género fue descrito por  Victor Petrovič Botschantzev y publicado en Akad. Sukachevu, Sborn. Rabot 111. 1956. La especie tipo es: Climacoptera lanata (Pall.) Botschantz. 

## Especies
| - Climacoptera afghanica - Climacoptera affinis - Climacoptera amblyostegia - Climacoptera aralensis - Lista completa de especies |